# 鹰嘴萼冷水花
鹰嘴萼冷水花（学名：Pilea unciformis）为荨麻科冷水花属下的一个种。

## 扩展阅读
- 維基物種上的相關：鹰嘴萼冷水花